# 匍枝毛茛
匍枝毛茛（学名：Ranunculus repens）为毛茛科毛茛属下的一个种。

## 扩展阅读
- 維基物種上的相關：匍枝毛茛